# Дунавски видиковац
Дунавски видиковац се налази на Фрушкој гори, изнад Поповице, дела Сремске Каменице.
До видиковца се стиже лаганом шетњом вијугавим путићима из више праваца. Успут можете обићи Поповичко језеро или пак Перину пећину. Са овог видиковца протеже се поглед дуж обале Дунава на Нови Сад, Фрушку гору и Лединце. 